# Ikarus 263
Ikarus 263 – węgierski dwunastometrowy autobus miejski produkowany przez firmę Ikarus w latach 1988-2002. Model ten stanowi przedłużoną o 100 cm odmianę modelu Ikarus 260.

## Historia modelu

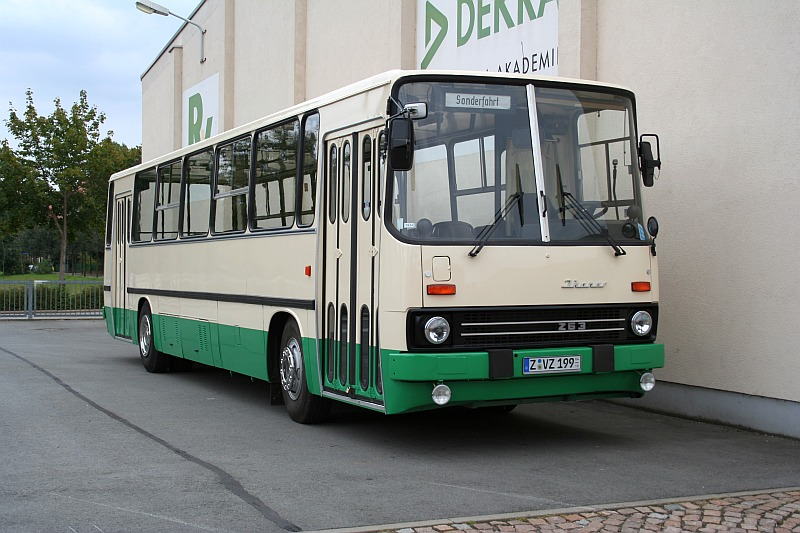
Ikarus 263.01 w Zwickau, Niemcy

Do napędu Ikarusa 263 przeznaczono 6-cylindrowy silnik wysokoprężny Raba-MAN D2156HM6U o mocy maksymalnej 141 kW (192 KM) lub wyposażoną w turbosprężarkę jednostkę Raba-MAN D2156HM6UT o mocy maksymalnej 162 kW (220 KM). Silnik zblokowany został z 6-biegową manualną skrzynią biegów ZF 6S-90U. W układzie jezdnym w zależności od wersji zastosowano oś przednią LiAZ A4 lub Raba MVG 832. Początkowo model ten produkowany był w podmiejskiej odmianie Ikarus 263.01 przeznaczonej na rynek NRD oraz miejskiej Ikarus 263.00 eksportowanej do ZSRR. Na początku lat 90. prowadzono sprzedaż w Kuwejcie autobusów Ikarus 263.04 w wersji podmiejskiej z układem drzwi 2-0-2 oraz Ikarus 263.08 w wersji miejskiej z układem drzwi 2-2-2. Do napędu kuwejckich modeli zastosowano silnik DAF LT160 o mocy maksymalnej 160 kW (218 KM) zblokowany z automatyczną 3-biegową skrzynia biegów Voith D863.3, w układzie jezdnym zastosowano oś przednią LiAZ A4. W 1997 roku rozpoczęto sprzedaż zmodernizowanych modeli Ikarus 263.10, przeznaczonego na rynek Rosji oraz Ikarus 263.30 oferowanego na Węgrzech. Pojazdy te wyposażone zostały w zmodernizowany silnik Raba D10UTSLL 160 o mocy maksymalnej 160 kW (218 KM), który zblokowany został z manualną 6-biegową skrzynią biegów ZF 6S-120U.

## Ikarus 263 w Polsce
W Polsce aktualnie nie używa się autobusów tego typu. Ostatnie egzemplarze, w odmianie Ikarus 263.01, zostały wycofane przez PKS Brzeg w 2009 roku